# Distrito electoral federal 11 de Jalisco
El XI Distrito Electoral Federal de Jalisco es uno de los 300 distritos electorales en los que se encuentra dividido el territorio de México para la elección de diputados federales y uno de los 19 en los que se divide el estado de Jalisco. Su cabecera es la ciudad de Guadalajara.
El Decimoprimer Distrito Electoral Federal de Jalisco está formado por una zona este del municipio de Guadalajara (municipio)|Guadalajara, limítrofe con los de Tonalá y Zapotlanejo.

## Distritaciones anteriores

### Distritación 1996 - 2005
Entre 1996 y 2005 el Decimoprimer Distrito se encontraba ubicado en la misma zona del municipio de Guadalajara, pero sus límites eran diferentes.

## Diputados por el distrito
| Diputado                                                      | Grupo parlamentario | Legislatura          | Periodo     |
| ------------------------------------------------------------- | ------------------- | -------------------- | ----------- |
| Andrés Terán y Aguilar                                        |                     | IV                   | 1867 - 1868 |
| Vacante                                                       | Vacante             | V VI                 | 1869 - 1873 |
| Alfonso Lancaster Jones                                       |                     | VII                  | 1873 - 1875 |
| Vacante                                                       | Vacante             | VIII                 | 1875 - 1878 |
| Severiano Velázquez                                           |                     | IX                   | 1878 - 1880 |
| Pedro Landázuri                                               |                     | X                    | 1880 - 1882 |
| Nicolás Tortolero                                             |                     | XI                   | 1882 - 1884 |
| Rosendo Márquez                                               |                     | XII                  | 1884 - 1886 |
| Francisco Romero                                              |                     | XIII XIV XV XVI XVII | 1886 - 1896 |
| Juan Manuel Betancourt                                        |                     | XVIII                | 1896 - 1898 |
| Luis G. Galván                                                |                     | XIX                  | 1898 - 1900 |
| José María Ortiz y Retes                                      |                     | XX                   | 1900 - 1902 |
| Jesús Rodríguez                                               |                     | XXI                  | 1902 - 1904 |
| Joaquín Payno                                                 |                     | XXII                 | 1904 - 1906 |
| Vacante                                                       | Vacante             | XXIII                | 1906 - 1908 |
| Joaquín Redo                                                  |                     | XXIV XXV             | 1908 - 1912 |
| Luis Manuel Rojas                                             |                     | XXVI                 | 1912 - 1913 |
| Amado Aguirre Santiago                                        |                     | Constituyente        | 1916 - 1917 |
| Jesús González Aguirre                                        |                     | XXVII                | 1917 - 1918 |
| Arturo Bouquet                                                |                     | XXVIII               | 1918 - 1920 |
| Carlos Cuevas                                                 |                     | XXIX XXX             | 1920 - 1924 |
| Margarito Ramírez                                             |                     | XXXI XXXII           | 1924 - 1928 |
| Arcadio E. Padilla                                            | PRJ                 | XXXIII               | 1928 - 1930 |
| José Zataray                                                  |                     | XXXIV XXXV           | 1930 - 1934 |
| Carlos G. Guzmán                                              |                     | XXXVI                | 1934 - 1937 |
| Manuel Palomera Calleja                                       |                     | XXXVII               | 1937 - 1940 |
| Martiniano Sendis                                             |                     | XXXVIII              | 1940 - 1943 |
| El distrito 10 es suprimido en 1943. Es restablecido en 1952. |                     |                      |             |
| Ángel Francisco Martínez Gutiérrez                            |                     | XLII                 | 1952 - 1955 |
| Francisco Galindo Ochoa                                       |                     | XLIII                | 1955 - 1958 |
| José de Jesús Castro Ruvalcaba                                |                     | XLIV                 | 1958 - 1961 |
| Florentino Robles Flores                                      |                     | XLV                  | 1961 - 1964 |
| María Guadalupe Urzúa Flores                                  |                     | XLVI                 | 1964 - 1967 |
| Sebastián García Barragán                                     |                     | XLVII                | 1967 - 1970 |
| María Guadalupe Urzúa Flores                                  |                     | XLVIII               | 1970 - 1973 |
| José Luis Lamadrid Sauza                                      |                     | XLIX                 | 1973 - 1976 |
| Héctor Francisco Castañeda Jiménez                            |                     | L                    | 1976 - 1979 |
| Ismael Orozco Loreto                                          |                     | LI                   | 1979 - 1982 |
| Víctor Manuel Torres Ramírez                                  |                     | LII                  | 1982 - 1985 |
| Javier Michel Díaz                                            |                     | LIII                 | 1985 - 1988 |
| Ismael Orozco Loreto                                          |                     | LIV                  | 1988 - 1991 |
| Bertha Onésima González Rubio                                 |                     | LV                   | 1991 - 1994 |
| Ismael Orozco Loreto                                          |                     | LVI                  | 1994 - 1997 |
| Rafael Sánchez Pérez                                          |                     | LVII                 | 1997 - 2000 |
| Julio César Lizárraga López                                   |                     | LVIII                | 2000 - 2003 |
| Claudia Delgadillo González                                   |                     | LIX                  | 2003 - 2006 |
| Alonso Lizaola de la Torre                                    |                     | LX                   | 2006 - 2009 |
| Salvador Caro Cabrera                                         |                     | LXI                  | 2009 - 2012 |
| Claudia Delgadillo González                                   |                     | LXII                 | 2012 - 2015 |
| Jonadab Martínez García                                       |                     | LXIII                | 2015 - 2018 |
| Kehila Ku Escalante                                           |                     | LXIV                 | 2018 - 2021 |
| Irma Sánchez                                                  | 2021                | LXIV                 |             |
| Claudia Delgadillo González                                   |                     | LXV                  | 2021 - 2024 |
| Merilyn Gómez Pozos                                           |                     | LXVI                 | 2024 -      |

## Resultados electorales

### 2009
|  | Partido Acción Nacional                        |  | Alejandro Hernández Vázquez         |
|  | Partido Revolucionario Institucional           |  | Salvador Caro Cabrera               |
|  | Partido de la Revolución Democrática           |  | José García Armendáriz              |
|  | Coalición Salvemos a México (PT, Convergencia) |  | Jesús Burgos López                  |
|  | Partido Verde Ecologista de México             |  | Liliana Santos Escoto               |
|  | Partido Nueva Alianza                          |  | Juan Óscar Alejandro Díaz Medina    |
|  | Partido Socialdemócrata                        |  | Trinidad Elizabeth Rebollo Guerrero |